# Tramway de La Nouvelle-Orléans
Le tramway de La Nouvelle-Orléans est le réseau de tramways de la ville de La Nouvelle-Orléans, aux États-Unis. Il comporte actuellement cinq lignes.

## Historique
Fondé en 1835, le tramway de la Nouvelle-Orléans (New Orleans Streetcars) est l'un des plus vieux réseau de tramway au monde encore en activité. Son histoire commence avec la ligne de l'avenue Saint Charles (Saint Charles avenue line), construite à l'origine pour relier la ville à Carrollton, banlieue pavillonnaire fondée deux ans plus tôt. À l'époque éloignée de la Nouvelle-Orléans, la petite ville finira par y être incorporée, et le tramway ne cessera pas son activité. À l'origine, les wagons fonctionnent à la vapeur, mais après la guerre civile, dans les années 1860, la municipalité décida d'utiliser plutôt des chevaux. Ce recul technologique s'explique par la recherche d'un plus grand confort pour les habitants de la ville: les tramways à vapeur étaient plus bruyants et polluants, et convenaient donc moins au développement rapide de la ville, qui gagnait en densité de population. Il faut attendre 1893 pour que le réseau passe à l'électricité. Si la première ligne rencontra rapidement le succès auprès de la population, et fonctionne en continu depuis sa création, l'extension du réseau fût plus laborieuse. De nombreuses organisations privées tentèrent de créer leurs propres lignes de tramways, sans jamais atteindre la fiabilité ni la rentabilité de la ligne de l'avenue Saint Charles. La conséquence de cette organisation chaotique fut la création au début du XXe siècle d'un organisme public par la municipalité, chargé de gérer les lignes de tramway: la NOPSI (New Orleans Public Service Inc.), ancêtre de la New Orleans Regional Transit Authority, qui gère encore aujourd'hui les transports en commun de la ville. Cette décision permit au tramway d'atteindre son apogée à la Nouvelle-Orléans, au point de devenir un symbole de la ville. Des lignes comme la Gentilly line ou la City park line, traversant le Quartier Français, ouvrent à cette époque. La plus connue des lignes empruntant le vieux carré français sera néanmoins la Desire line, popularisée en 1947 en dehors de la ville par la pièce de Tennessee Williams un tramway nommé Désir, et par son adaptation cinématographique.

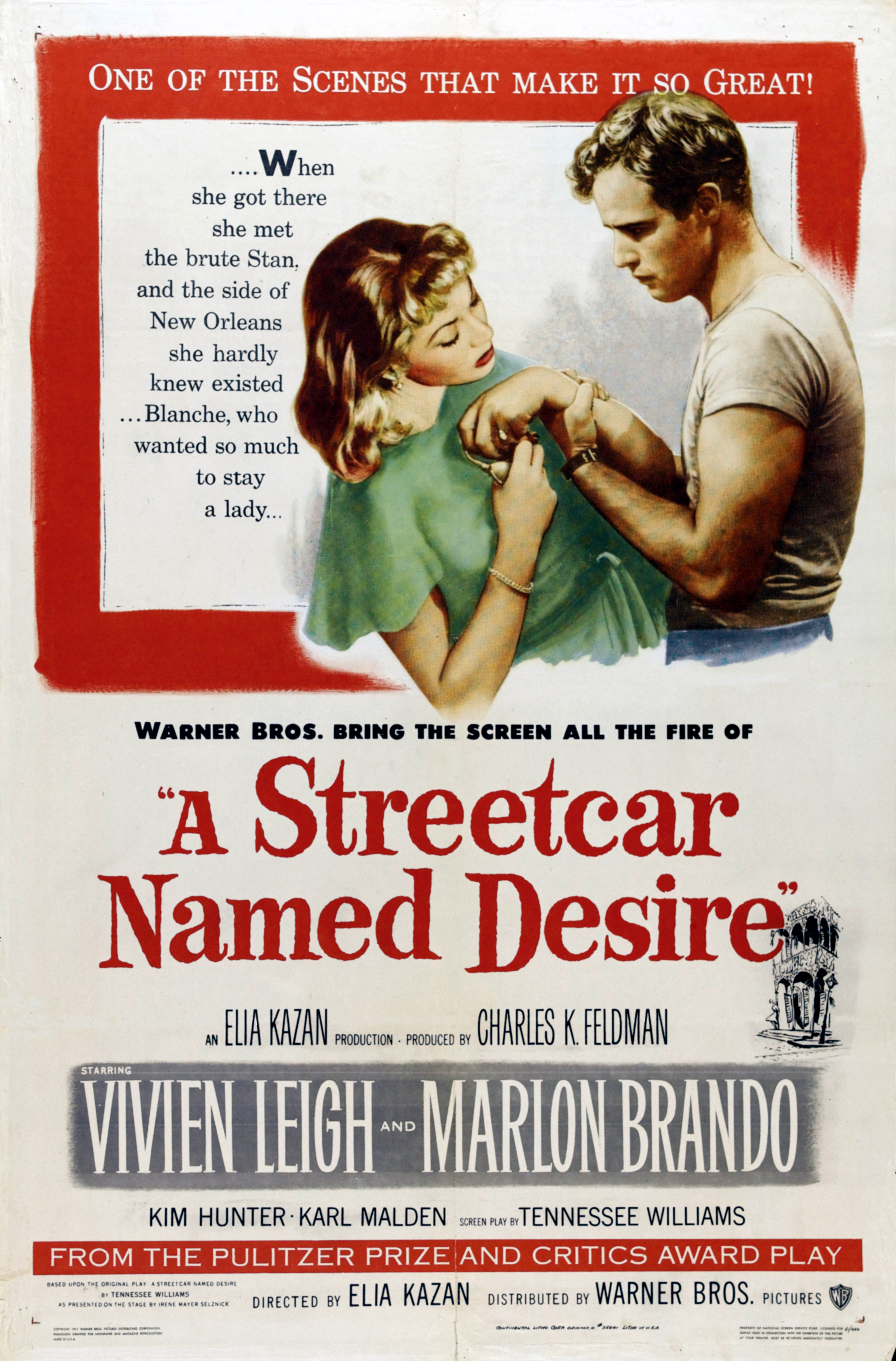
Affiche de l'adaptation de la pièce au cinéma.

Parmi les lignes nées de cette période d'extension massive du réseau de tramway New Orléanais, une en particulier sort du lot: la ligne de l'avenue du Canal (Canal Street line). Cette ligne, qui longe l'avenue du Canal du Mississippi jusqu'au cœur de la ville, a été inaugurée en 1910 pour remplacer les calèches qui empruntaient ce trajet auparavant.

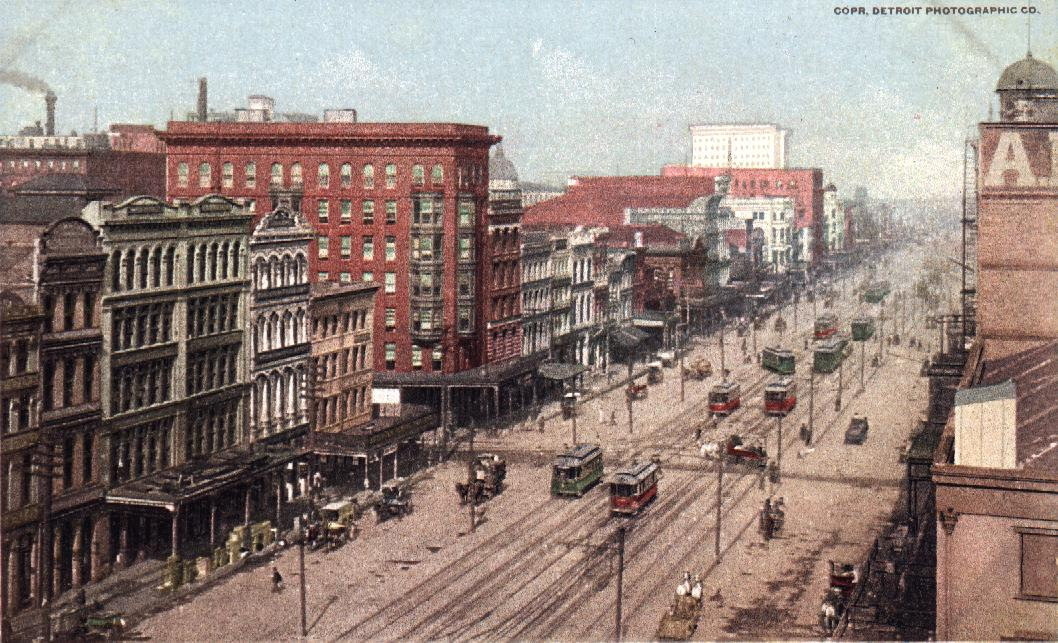
Canal street en 1901, avant la création de la ligne homonyme.

En 1926, la dernière ligne de l'ancien tramway de la Nouvelle-Orléans est fondée. C'est la fin d'une grande époques pour les transports en commun de la ville, et il faudra attendre près de 60 ans pour voir se construire une nouvelle ligne. Pendant près de 60 ans, de la construction de lignes emblématiques comme la Dryades line en 1866 pour desservir le centre économique situé au delà de l'avenue Saint Charles, ou la Clio line en 1867, jusqu'aux dernières lignes des années 1920, la Nouvelle-Orléans s'est construite autour de ses tramways. Mais cette période prendra fin au tournant des années 1930, dans un contexte marqué par la crise économique, la guerre, et le développement massif de l'industrie automobile.

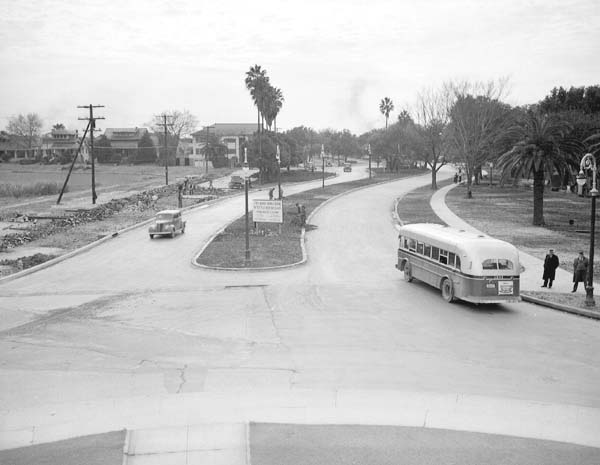
Un des bus qui finiraient par remplacer la majorité des tramways de la ville à Carrollton Avenue en 1938.

Cet âge d'or du tramway ne durera donc pas, et sera suivi d'une période plus dure pour le réseau, qui ne survivra qu'à grand peine au développement des bus et à la généralisation de la voiture. Depuis 1926, on ne construit plus de nouvelles lignes, et la popularisation des bus mets en danger le réseau de tramway. Les bus sont considérés comme plus moderne, moins bruyants, et plus efficaces. Ce ne sont pas les lignes qui disparaissent: ce sont les tramways qui les desservent, et qui sont progressivement remplacés. À la frénésie de construction de lignes tramways sur les 50 dernières années succède celle de leur remplacement. Celui ci sera assez rapide, s'effectuant sur une trentaine d'années. En 1932, on se débarrasse de la ligne Dryades, après 66 ans d'existence. En 1948, c'est l'emblématique ligne Desire qui ferme. Sa popularité, renforcée un an auparavant par la sortie de la fameuse pièce de théâtre, n'aura pas pu la sauver : ironiquement, elle ne survivra pas assez longtemps pour voir sortir sur le grand écran l'adaptation de la pièce au cinéma, en 1951. Elle ne résistera pas, comme la majeure partie des tramways New Orléanais, à la vague de fermeture des lignes de la ville. La ligne de l'avenue du Canal, une des plus grandes et populaires, ferme en mai 1964, et on songe alors à se débarrasser totalement d'un réseau vu comme caduc. Reste encore la ligne de l'avenue Saint Charles, plus vieille de la ville, défendue par quelques groupes de passionnés. À l'époque, les habitants de la ville commencent à s'insurger contre la disparition progressive du réseau de tramway qui la symbolisait.

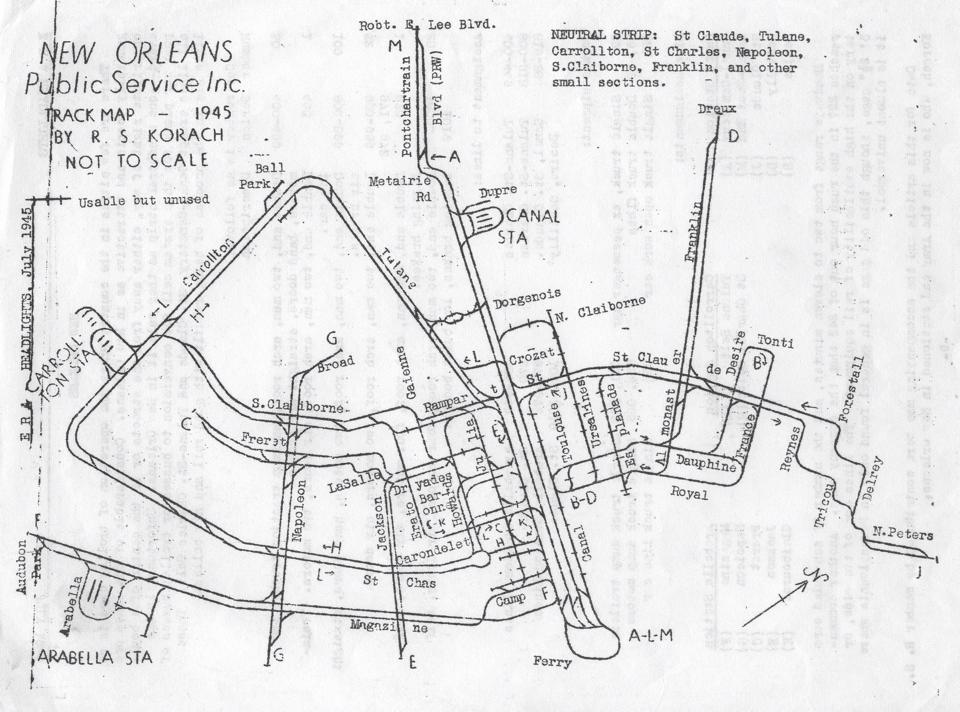
Réseau de tramway de la Nouvelle Orléans en 1945. Les lignes barrées sont équipées mais non utilisées: cette carte montre combien le réseau était étendu, mais aussi combien, à l'époque, il disparaissait vite.

En 1973, les défenseurs de la ligne de l'avenue Saint Charles remportent un grande victoire, qui devait changer le cours de l'histoire de la ville et sauver son tramway. Effectivement, la ligne fût inscrite cette année là sur le registre national des lieux historiques (National Register of Historic Landmarks). Cette nomination sauve le tramway, et permet de le préserver tel qu'il était dans les années 1920, faisant de la ligne de l'avenue Saint Charles une ligne unique au monde, puisque ni l'aspect des wagons ni la façon de les exploiter n'a changé depuis une centaine d'années.
Ce retournement de situation marque un tournant dans la façon dont la municipalité voit le tramway. Ne disposant plus que d'une unique ligne, celle-ci décide d'une extension. En 1988, après 62 ans d'attente, une nouvelle ligne est construite à la Nouvelle-Orléans. Il s'agit de la Riverfront line, qui longe le Mississippi du French Market jusqu'à sa jonction à Canal street après environ 2,4 km. En 2004, c'est la Canal street line qui est rouverte, 40 ans après sa disparition. Cette extension porte le réseau à trois lignes, bien que les deux plus récentes disposent de wagons plus modernes. L'authenticité perdue est compensée par un plus grand confort : en été, les passagers peuvent effectivement profiter de l'air conditionné sur les deux nouvelles lignes. L'extension se poursuit toujours, avec l'ouverture en 2013 de la Loyola avenue line, qui relie Canal street line à l'Union passenger terminal. Cette nouvelle ligne, ouverte pour le superbowl 2013 accueilli par la Nouvelle-Orléans, marque définitivement le passage à la modernité. Le tramway n'est plus seulement utile pour augmenter l'attractivité touristique de la ville, il est un véritable moyen de transport efficace. Il n'est plus nécessairement placé sur des tracés historiques, mais répond aux besoins en transport en commun d'une ville moderne. Avec le projet de création de la Rampart line, dont la mise en service est prévue pour janvier 2024, la Nouvelle-Orléans précise son projet pour le futur des transports de la ville : un avenir tourné vers un tramway fonctionnel, sur un réseau étendu.

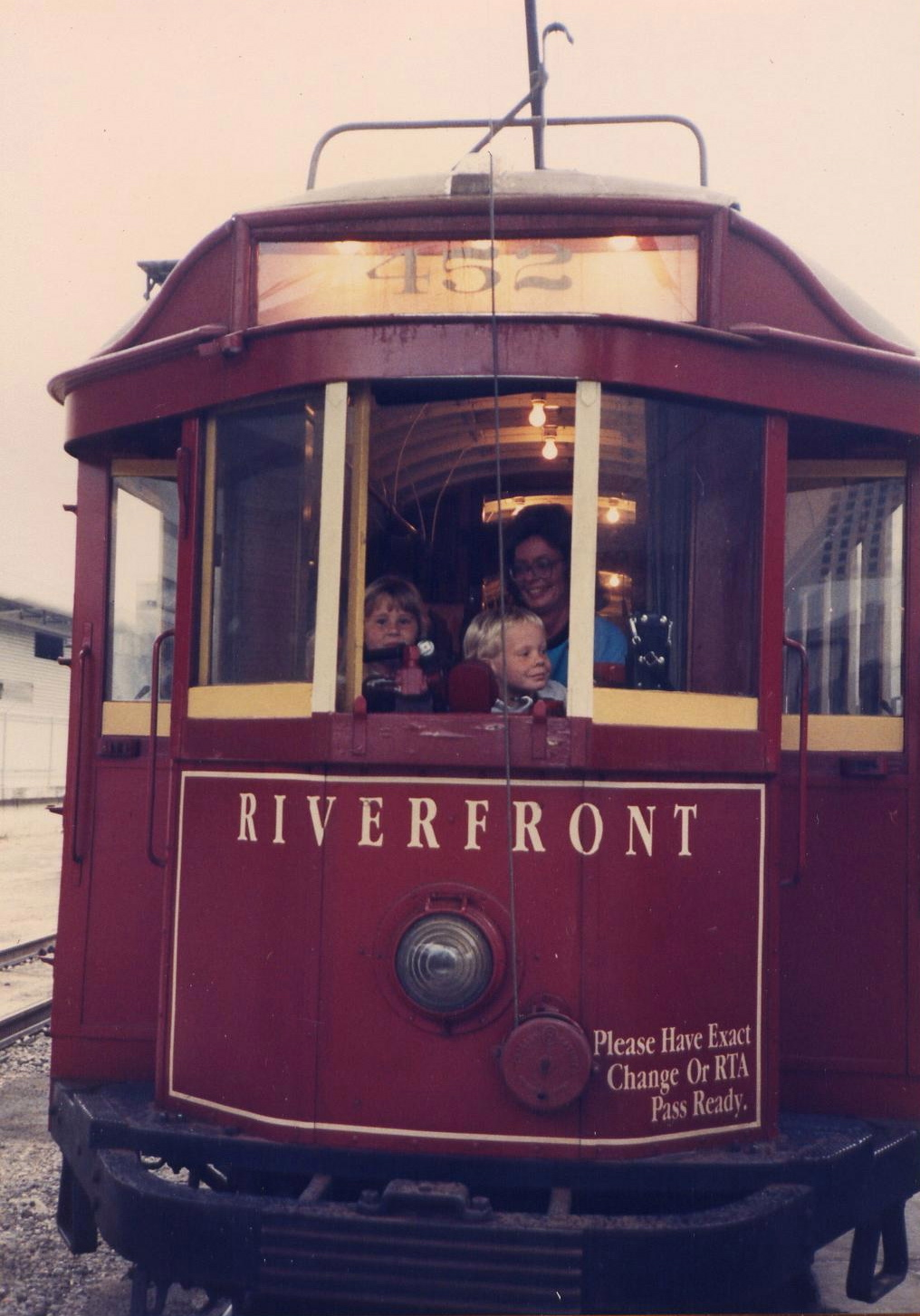
Des passagers dans un wagon sur la Riverfront line en 1988, peu de temps après son ouverture.

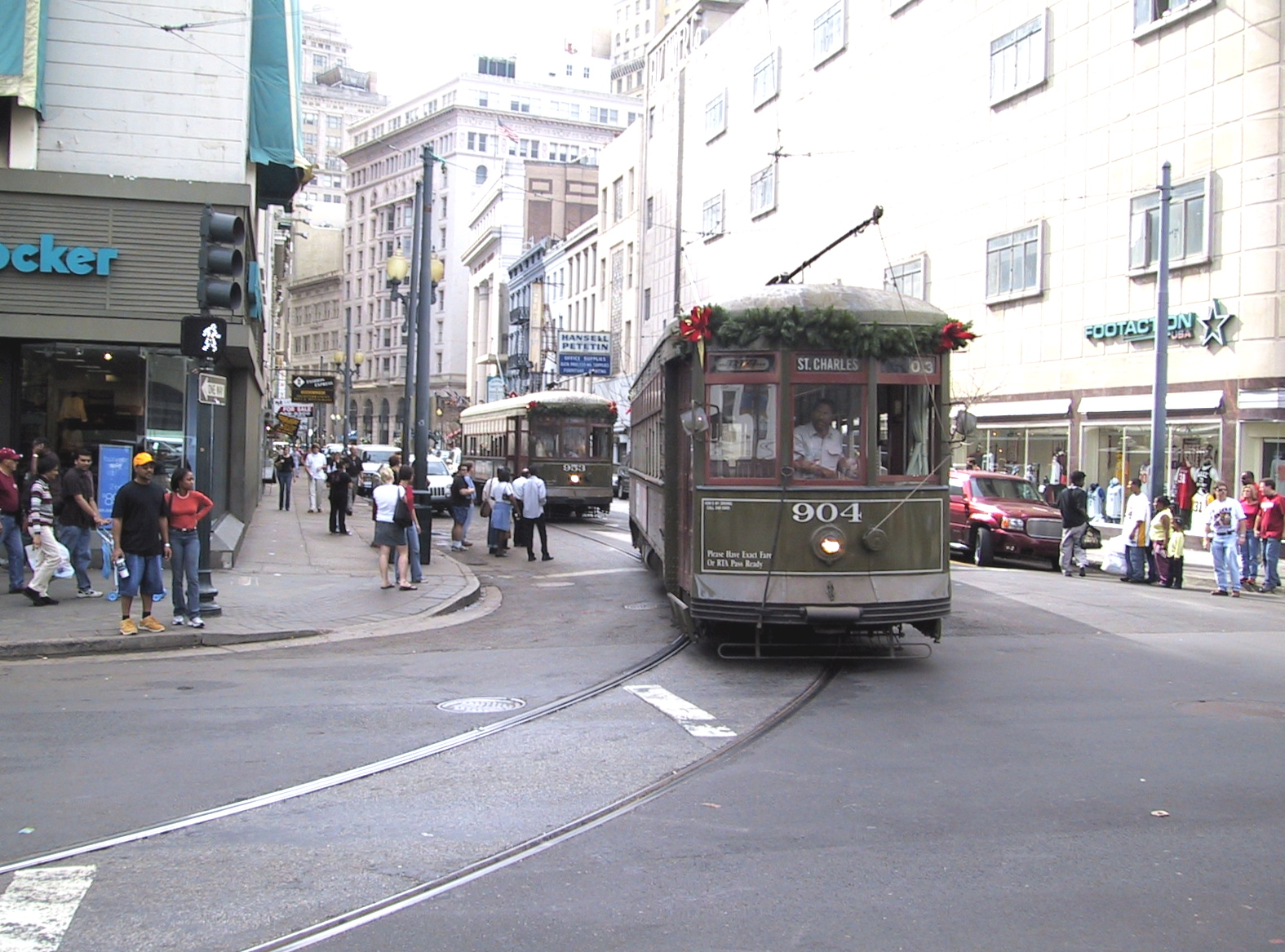
Un tramway de la Canal street line en 2004, peu de temps après la réouverture de la ligne.

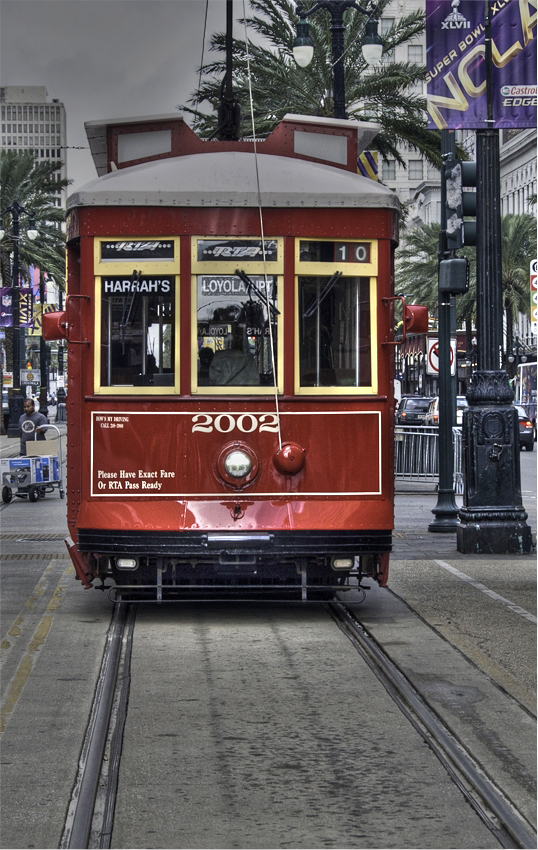
Un tramway sur la Loyola street line le 29 janvier 2013, 5 jours avant le superbowl pour lequel la nouvelle ligne était prête à accueillir des supporters de tout le pays.

Le 1er septembre 2019, la multinationale française Transdev remporte le contrat d'exploitation et de maintenance du tramway de La Nouvelle-Orléans après de la New Orleans Regional Transit Authority (RTA) pour une durée de trois ans.

## Réseau actuel

### Aperçu général
Le réseau est composé d'un ensemble de lignes mêlées étroitement, de sorte qu'il est parfois difficile de définir le nombre précis de lignes. Toutefois, il est possible de considérer que la NORTA, le réseau de transport de la Nouvelle-Orléans, dispose de quatre lignes: Saint Charles line, Loyola-Riverfront Line (aussi désignée comme UPT-Riverfront) Canal-Cemeteries line et Canal-City Park. La ligne la plus ancienne est la Saint Charles Lines: c'est aussi la plus longue. Elle relie le centre historique de la ville, le vieux carré français, à Claiborne avenue, dans l'uptown. Longue de 21 km, elle traverse le centre ville.
La Loyola-Riverfront line, plus courte, relie l'Union passenger line, par la ligne Loyola ouverte en 2013, au French Market en longeant le Mississipi par la Riverfront line ouverte en 1988.
Les deux dernières lignes suivent quasiment le même tracé, menant à la confusion quant à les considérer comme une seule ligne ou deux lignes séparées. Les deux partent du Mississipi et suivent Canal street line sur presque 10 km, sur un tracé strictement identique. Les deux lignes se séparent après l'arrêt Carrollton avenue. L'une poursuit jusqu'à Cemetaries, plus loin sur la rue, tandis que l'autre bifurque sur trois arrêts jusqu'au museum of art.

Plan du réseau de tramway de la Nouvelle-Orléans. En noir les lignes existantes, en orange les lignes en construction, en jaune les lignes en projet.

Le réseau fait une trentaine de kilomètres au total, et une extension est prévue pour janvier 2024 avec la Rampart - Saint Claude line.